# پایگاه هوایی باکو کالا
پایگاه هوایی باکو کالا (به انگلیسی: Baku Kala Air Base) یک فرودگاه نظامی است که یک باند فرود بتن دارد و طول باند آن ۲۶۴۳ متر است. این فرودگاه در شهر باکو کشور جمهوری آذربایجان قرار دارد و در ارتفاع ۱۲ متری از سطح دریا واقع شده‌است.